# El fin del tiempo
El fin del tiempo (The End of Time) es un miniserial de dos episodios de la serie británica de ciencia ficción Doctor Who. Ambos episodios, emitidos por primera vez en BBC One en Navidad, el 25 de diciembre de 2009, y en Año Nuevo, el 1 de enero de 2010, marcan la última aparición de David Tennant como el Décimo Doctor, que al final se regenera en el Undécimo Doctor (Matt Smith). También marca la última colaboración del hasta entonces show runner Russell T Davies, quién relanzó la serie en 2005 y era productor ejecutivo y guionista principal. Davies fue sucedido por Steven Moffat.
Bernard Cribbins, que apareció por primera vez en el episodio El viaje de los condenados y durante toda la cuarta temporada de la serie como Wilfred Mott, abuelo de Donna Noble, actúa como el acompañante del Doctor en esta historia. El serial también supone la reaparición de varios actores, incluyendo Catherine Tate, John Simm, Jacqueline King y Alexandra Moen así como cameos de Billie Piper, Camille Coduri, Freema Agyeman, Noel Clarke, John Barrowman, Elisabeth Sladen, Tommy Knight, Jessica Hynes y Russell Tovey.
La trama narra como un culto místico resucita a El Amo en la Tierra, teniéndole que hacer frente el Doctor, que a la vez se enfrenta a la profecía de su muerte que le hicieron en El planeta de los muertos. Mientras tanto, los Señores del Tiempo planean utilizar este hecho para poder volver del bucle temporal que los tiene atrapados desde la Guerra del Tiempo, y no con buenas intenciones.

## Argumento

### Primera parte
El Doctor conoce a través de los Ood que su archienemigo El Amo (John Simm) volverá de la muerte, siendo el heraldo del "fin del tiempo". En la Tierra, un culto leal al Amo pretende resucitarle, sin embargo, la exmujer del renegado Señor del Tiempo, Lucy Saxon (Alexandra Moen) sabotea la ceremonia y el Amo vuelve a la vida sufriendo una constante hambre, ganando fuerza y velocidad sobrehumanas e irradiando constantemente energía de su cuerpo. Mientras rastrea la pista del Amo en la Tierra durante el día de Navidad, el Doctor encuentra a su amigo Wilfred Mott (Bernard Cribbins), al que explica la profecía que anuncia su cercana muerte, que estará precedida de "cuatro golpes". El Doctor localiza al Amo en las afueras de Londres, donde este le doblega y hace escuchar al Doctor el sonido de los tambores que retumban en su cabeza. El Doctor descubre que dichos sonidos no son fruto de la locura del Amo, sino algo que le han implantado. Sin embargo, antes de que pueda descubrir más, su rival es capturado por soldados contratados por el millonario Joshua Naismith (David Harewood).
Wilfred, que se une al Doctor en la TARDIS, es repetidamente abordado por una misteriosa mujer vestida de blanco (Claire Bloom) que pide su ayuda para proteger al Doctor y después desaparece. Ambos viajan hasta la mansión de Naismith, donde descubren que el millonario posee un artefacto alienígena llamado "Puerta de la Inmortalidad" que pretende que el Amo repare. Dos extraterrestres vinvocci se aparecen al Doctor y Wilfred y les explican que el aparato es un dispositivo médico de su planeta. El Amo, engañando a todos, utiliza el aparato para sustituir el ADN de toda la humanidad con el suyo propio, creando una raza de clones; a excepción de Wilfred, que quedó protegido del efecto, y su nieta Donna Noble (Catherine Tate), una antigua acompañante del Doctor que adquirió rasgos biológicos de los Señores del Tiempo en una aventura pasada. El Amo y sus dobles se burlan del Doctor, que solo puede mirar horrorizado.
Al otro lado del universo, el líder de los Señores del Tiempo (Timothy Dalton) anuncia a una amplia cámara repleta de compatriotas sus intenciones de escapar del bucle del tiempo.

### Segunda parte
El Doctor y Wilfred son rescatados del Amo por los vinvocci, ocultándose en su nave en órbita. Mientras tanto, el Lord Presidente de los Señores del Tiempo, Rassilon, recibe una profecía sobre el futuro tras la Guerra del Tiempo y planea utilizar al Amo para escapar del bucle, insertando una señal en su la cabeza cuando era un niño, que crea el sonido de tambores que escuchará toda su vida. Después el Lord Presidente envía una "estrella de punta blanca" desde Gallifrey al Amo en el presente, para potenciar la conexión entre la Tierra actual y Gallifrey, que se encuentra atrapado en el bucle del tiempo en mitad de la Guerra del Tiempo. Tras establecer conexión, Gallifrey se materializa junto a la Tierra en el presente y el Alto Consejo, liderado por Rassilon, hace lo propio en la Mansión Naismith, delante del Amo. Poco después de deshacer el Lord Presidente la mutación genética de la raza humana, el Doctor, armado con un revólver de Wilfred, aterriza en la mansión y duda entre matar al Lord Presidente o al Amo, para poder romper la conexión. Finalmente, localiza la estrella de punta blanca - que también sirve de enlace - y le dispara. Mientras la conexión se rompe y Gallifrey vuelve al bucle temporal, Rassilon trata de matar al Doctor pero el Amo interviene, sacrificándose en venganza con el Alto Consejo por implantarle la señal que eventualmente le volvió loco. Desaparecido Gallifrey, el Doctor cree haber eludido la profecía, pero seguidamente escucha los cuatro golpes: Wilfred, que había bajado a ayudarle, ha quedado atrapado en una de las cámaras de aislamiento de "La Puerta de la Inmortalidad" que está a punto de liberar radiación mortal, y está golpeando el cristal de la puerta, cuatro veces. El Doctor, comprendiendo que es incapaz de evitar su destino, saca a Wilfred de la cámara y recibe la radiación en su cuerpo. Aunque sobrevive de momento, la dosis de radiación le está matando lentamente, y la regeneración de su cuerpo comienza a acercarse.
Tras dejar a Wilfred en su hogar, el Doctor visita discretamente a varios de sus compañeros y conocidos. Martha Jones (Freema Agyeman) y Mickey Smith (Noel Clarke), ahora casados y trabajando como cazadores de alienígenas, son salvados por el Doctor de un francotirador Sontaran. El Doctor también salva a Luke Smith (Tommy Knight) de ser atropellado por un vehículo, devolviéndolo a su madre Sarah Jane Smith (Elisabeth Sladen). En un bar extraterrestre, el Doctor pasa una nota a un deprimido capitán Jack Harkness (John Barrowman), animándole a comenzar una conversación con Alonso Frame (Russell Tovey), sentado a su lado. El Doctor aparece en una firma de libros de Verity Newman (Jessica Hynes), descendiente de Joan Redfern; Verity encontró las memorias de Joan y lo publicó bajo el nombre de "Diario de cosas imposibles". Posteriormente acude a la boda de Donna y le entrega a Wilfred un boleto de lotería que será premiado, que compró con dinero prestado por el fallecido padre de Donna; el Doctor se marcha antes de que Donna lo vea y Sylivia y Wilfred, intuyendo que jamás volverán a verlo, lo despiden con tristeza. Finalmente, el Doctor visita fugazmente a Rose Tyler (Billie Piper), el día de año nuevo de 2005, tres meses antes de que ésta le conociera. Después, mientras el Doctor, ya muy dolorido y agonizando, intenta entrar en la TARDIS, Ood Sigma (Paul Kasey) se le aparece y le anuncia que el universo cantará una canción para él "hasta que se duerma", y le anuncia que "esta canción está terminando, pero la historia nunca termina". Ya dentro de su nave, el Doctor no puede contener más el proceso de regeneración, dice sus últimas palabras ("I don't wanna go") y su cuerpo explota en un violento haz de energía, que a la vez prende fuego a la sala de la consola de la TARDIS. Con su regeneración completada, el Undécimo Doctor (Matt Smith) examina su nuevo cuerpo mientras la TARDIS cae sin control de vuelta a la Tierra.

### Continuidad

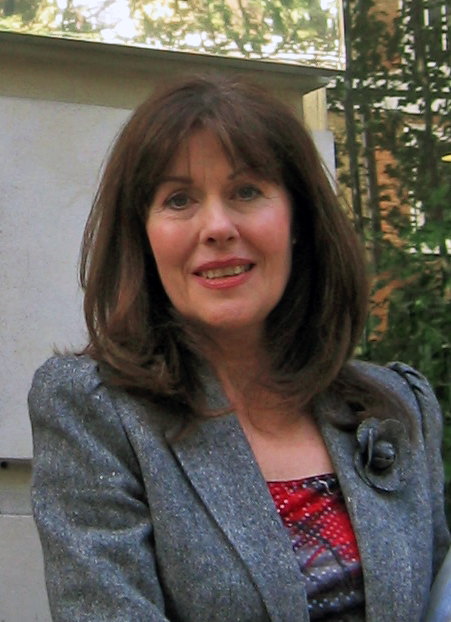
Debido a su fallecimiento en 2011, el cameo de Elisabeth Sladen en este doble episodio supone la última aparición de su personaje Sarah Jane Smith en Doctor Who.

Al inicio de la primera parte, el Doctor explica a Ood Sigma su retraso. Entre otras aventuras, menciona haberse casado con "La Buena Reina Bess" y se refiere a ella por su mote, 'La Reina Virgen'. Al final de El código Shakespeare (2007) la reina Isabel parece furiosa al ver al Doctor (llamándole su 'enemigo jurado'); él alega no conocerla y supone que lo hará en su futuro personal.
Uno de los dos Señores del Tiempo disidentes, nombrado como "La mujer" en los créditos, visita a Wilfred en varias ocasiones, apareciendo y desapareciendo en circunstancias inexplicables. Cuando descubre su rostro al Décimo Doctor, este parece reconocerla, pero cuando Wilfred le pregunta sobre ella después, el Doctor evade la pregunta. Los periódicos británicos The Daily Telegraph y The Daily Mail identificaron al personaje como la madre del Doctor en abril de 2009. Russell T. Davies, en respuesta a un correo electrónico para el autor de The Writers Tale, declaró que "lo dejaba abierto a la interpretación, porque así el espectador puede pensar en la solución que desee. Creo que los fans podrán especular con que es Romana. O incluso la Rani. Algunos pueden pensar que es la madre de Susan, supongo. Pero desde luego,  está destinada a ser la madre del Doctor."
Joshua Naismith informa de que el Portal de la Inmortalidad fue encontrado por Torchwood al pie del monte Snowdon. En El día del Juicio Final, Yvonne Hartman afirma que las abrazaderas gravitacionales fueron encontradas en el mismo lugar. En el episodio Death of the Doctor de The Sarah Jane Adventures, se descubre que UNIT tiene una base en dicho monte.
Los Señores del Tiempo han mostrado anteriormente la habilidad de relocalizar un planeta en The Trial of a Time Lord, donde se revela que el planeta Ravolox es en realidad la Tierra colocada por ellos en otra parte del universo. En El fin del viaje podemos observar como la TARDIS es lo suficientemente poderosa como para mover la Tierra.
El Doctor identifica al Lord Presidente como "Rassilon", el nombre del fundador de la sociedad de los Señores del Tiempo de la serie clásica, aunque el personaje es referido en los créditos como 'El narrador / Lord Presidente'. En el episodio correspondiente de Doctor Who Confidential, Russell T Davies confirmó que el nombre del personaje era Rassilon.
Verity Newman es interpretada por Jessica Hynes, la misma actriz que interpretó a Joan Redfern, personaje que tuvo un romance con la versión humana del Doctor en los episodios Naturaleza humana y La familia de sangre. El nombre "Verity Newman" es un homenaje a uno de los creadores de Doctor Who Sydney Newman y al primer productor de la serie, Verity Lambert. Un reloj de bolsillo, pieza central de los dos episodios, puede verse en la portada del libro de Newman.
Cuando el Doctor acude al bar alienígena Zaggit-Zagoo para despedirse de Jack Harkness, este está abatido por la reciente muerte de su pareja Ianto Jones y su nieto durante los eventos de Torchwood: Los niños de la Tierra. El Doctor anima a Jack a entablar una conversación con Alonso Frame, que previamente había aparecido en El viaje de los condenados. La música que se escucha en el bar fue cantada por Tallulah durante Daleks en Manhattan.
El Doctor compró un boleto de lotería ganador a una profesora que quería reemplazar en Reunión escolar. Donna Noble se guarda el billete de lotería delante de su vestido de novia, la cual es una referencia a la broma de La novia fugitiva en la que Donna se queja de que los vestidos de novia no tienen bolsillos.
Tras la regeneración, el Undécimo Doctor se muestra decepcionado porque "aún no es pelirrojo", refiriéndose al comentario del Décimo Doctor "¡Quería ser pelirrojo... Nunca he sido pelirrojo!" en La invasión en Navidad. Esta línea de diálogo fue motivo de queja para varios televidentes, llevando a la BBC a publicar un comunicado clarificando la intención de la broma.

## Producción

### Guion

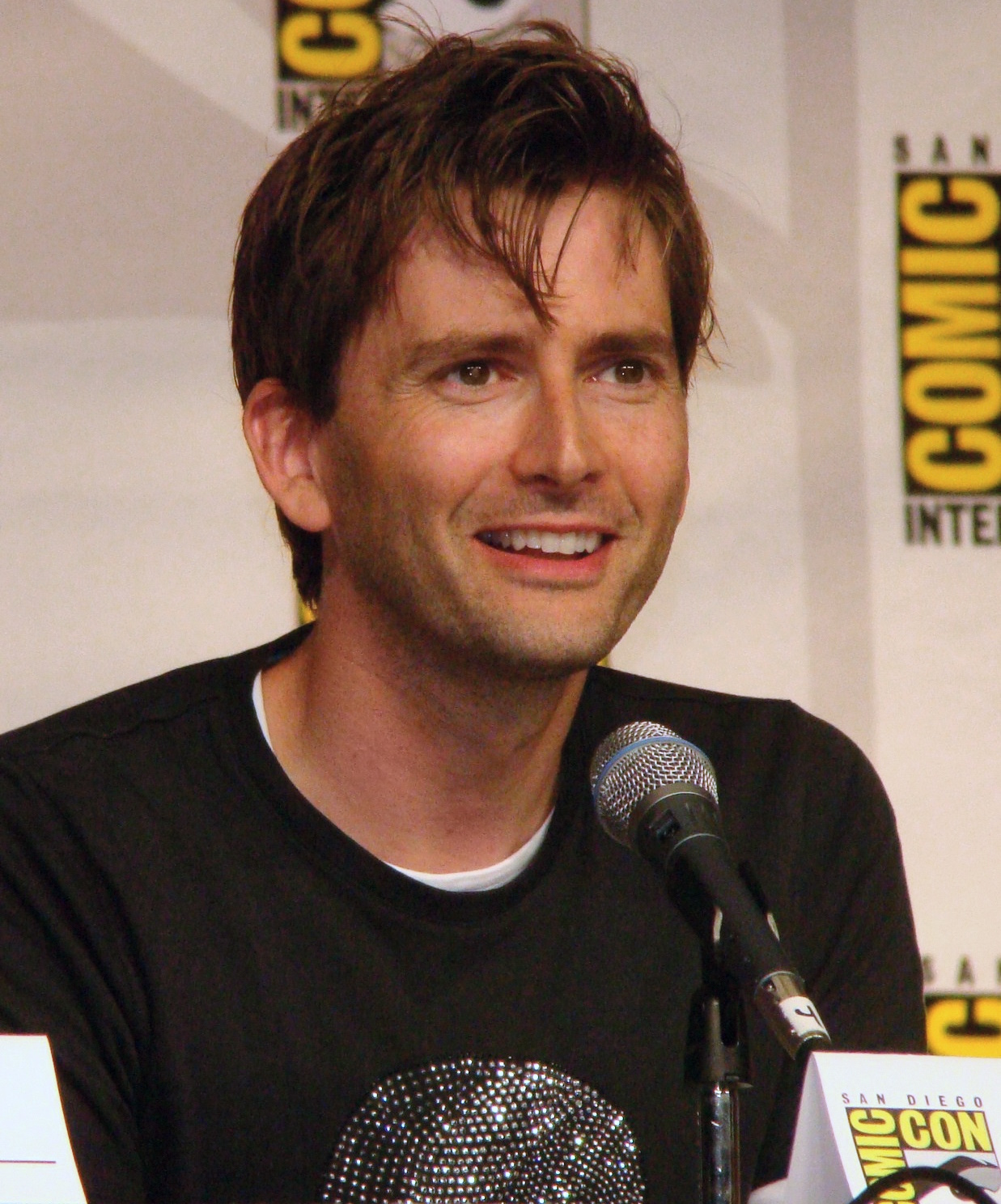
El actor escocés David Tennant interpretó por última vez a El Doctor como protagonista. Durante 2009, la serie se vio reducida a cuatro especiales a lo largo del año, que supusieron la despedida del Décimo Doctor. Tennant volvería a interpretar al personaje tres años después, para el episodio especial de celebración del 50º aniversario de la serie titulado El día del Doctor.

Davies describió la historia como «grande y épica pero también intima». Davies había planeado el arco final desde tiempo atrás e incrementó la carga dramática en los episodios anteriores de la serie para poder concluir el arco argumental satisfactoriamente en este serial:

Sabía que un día escribiría el episodio final de David, así que lo tenía todo planeado. Piensas: '¿Cómo podría ser más grande todo lo que está en juego?' Y lo hace. Él realmente lo hace. No me refiero sólo en términos de espectáculo, sino en lo personal que se convierte para él.
Russell T Davies sobre David Tennant, Daily Telegraph

Esta historia fue la última guionizada por Davies para Doctor Who y el último trabajo de Julie Gardner como productora en la serie. También es la última aparición de Tennant, que eligió abandonar la serie junto a Davies y Gardner para permitir a Steven Moffat, el siguiente show runner, empezar desde cero. En el número 407 de Doctor Who Magazine, Davies habla de la noche en la que finalizó el guion:

Tenía las últimas páginas presentes en mi cabeza durante meses... Tomó plasmarlas el mismo tiempo que escribirlas [...] Así que estuve escribiendo hasta... las últimas palabras. El problema es que las últimas palabras no existían realmente. Pensé que, en diez minutos, cambiaría de opinión acerca de la escena 25 y volvería a escribir algo diferente. Entonces me levantaría al día siguiente y cambiaría todo tipo de cosas antes de enviarlo todo a la oficina. [...] Incluso entonces, sigues escribiendo. Las últimas palabras. Quizás debí sentarme unas horas y pensar sobre ellas. Pero ya sabía exactamente cuales eran.
Russell T Davies Doctor Who Magazine número 407, Notas de producción.

Cuando se le preguntó por la carga emocional de escribir su último guion para Doctor Who Davies dijo: «Podría pensar que cuando acabase el último guion rompería a llorar o me emborracharía o me iría de fiesta con veinte hombres desnudos, pero cuando realmente llega te das cuenta de que la vida continua. La emoción va en los guiones». Tennant y Julie Gardner declararon que habían llorado tras leer el guion.
Los últimos tres especiales del 2009 preveían el final. En el episodio El planeta de los muertos, el personaje Carmen le da al Doctor una profecía: Tenga cuidado, porque su canción está acabando, señor. Está volviendo, está volviendo desde la oscuridad. Y entonces... llamará cuatro veces. Muy similar es también la profecía Ood que escuchan el Doctor y Donna en El planeta de los Ood. Tennant explicó que la profecía significaba que «la carta del Doctor estaba marcada» y que tras lo ocurrido en los tres especiales anteriores, todo sería más oscuro — siendo El planeta de los muertos «la última vez que el Doctor tiene algo de diversión» — además de que la respuesta obvia a la profecía no era la más lógica.
En el número 416 de Doctor Who Magazine, Davies reveló que el título original para la primera parte de la historia era The Final Days of Planet Earth (Los últimos días del planeta Tierra), mientras que la segunda parte mantuvo siempre el título final. Debido a la magnitud de la historia, sin embargo, se decidió que ambos episodios contasen con el mismo nombre, diferenciados por números. Aunque en la serie original era el estándar su división en seriales formados por varios episodios con el mismo título y numerados, fue la primera vez que se usó dicho formato desde que la serie volvió en 2005.
El guion de Davies para la segunda parte finalizaba con las últimas palabras del décimo Doctor: "No quiero morir" ("I don't want to go"). Tras ello, envió el guion a su sucesor Steven Moffat, que escribió la primera escena del undécimo Doctor, justo después de la regeneración. De esta forma, Davies no escribió ni una línea de diálogo para el Undécimo Doctor en Doctor Who, aunque meses después sí escribiría un serial en el spin-off The Sarah Jane Adventures que contaba con la presencia de Matt Smith, The Death of the Doctor, y que sería su única aportación al nuevo Doctor.

### Rodaje
La primera localización usada para el rodaje fue en una librería de Cardiff el 21 de marzo de 2009.  En ella se filmaron las escenas en las que el personaje de Jessica Hynes realiza una firma de libros.

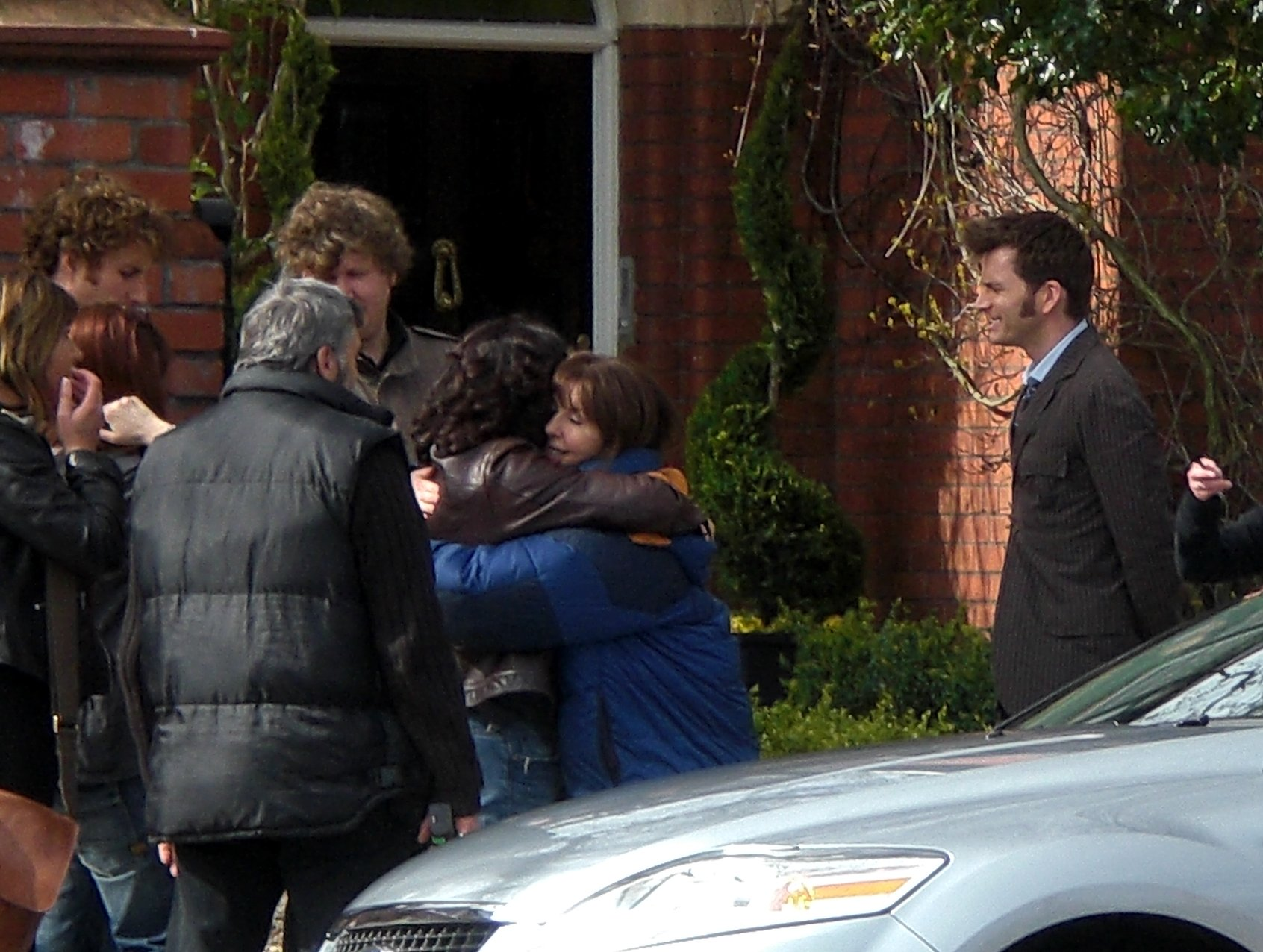
Julie Gardner abrazando a Elisabeth Sladen, junto a David Tennant, durante el rodaje.

El rodaje también tuvo lugar en Tredegar House en Newport, que ya se utilizó en el rodaje del especial de Navidad de 2008 El siguiente Doctor. John Simm, que volvió a interpretar a El Amo tras su última aparición durante el final de la tercera temporada moderna, rodó la mayoría de sus escenas en dicha localización.
El rodaje que tuvo lugar durante la Bank holiday fue ampliamente cubierto por la prensa británica: Catherine Tate rodó varias escenas del episodio en Swansea, incluyendo una filmada en el Kardomah Café y otra obteniendo un ticket de aparcamiento. Otro lugar dónde se rodó parte del episodio fue Nant Fawr Road en Cyncoed, Cardiff — que se había usado anteriormente con regularidad en la serie para representar el vecindario de los Noble – durante el 12 de abril de 2009. La siguiente semana el rodaje se trasladó a Victoria Road, Penarth, regularmente usada para representar el barrio de Sarah Jane Smith en The Sarah Jane Adventures. Elisabeth Sladen, interpretando a Sarah Jane Smith, y Tommy Knight, que actuaba como su hijo Luke, filmaron sus escenas con David Tennant.
Durante la noche del 20 al 21 de abril, Cribbins filmó una escena navideña en Wharton Street en Cardiff, con un enorme árbol de Navidad y una banda de música.
La página web dedicada a la ciencia ficción io9 publicó una fotografía mostrando a Tennant junto a Simm y Timothy Dalton, con Dalton vestido con una túnica de Señor del Tiempo. Rumores de que Dalton actuaría en el serial fueron previamente anunciados por la prensa británica. El 26 de julio de 2009, io9 publicó una entrevista con David Tennant en la que confirmaba la aparición de Dalton.

### Promoción
Un teaser tráiler, con la narración de apertura de Timothy Dalton y fugaces escenas de los personajes, se mostró al público de la Comic-Con 2009. Como suele ser habitual en los episodios de la serie, un corto tráiler con varias escenas de la primera parte se incluyó al final de Las aguas de Marte. En noviembre de 2009 se mostró un avance en la campaña benéfica anual Children in Need. Un tráiler pre-navideño y varios clips promocionales mostraron selecciones de escenas de la primera parte del especial.
Tras la emisión de la primera parte, se publicó un tráiler de la segunda parte en la página web dedicada a Doctor Who de la BBC.
BBC también lanzó los dos primeros minutos del episodio dos días antes de su emisión oficial.
Además, en una de las promos navideñas de BBC One se podía ver a David Tennant caracterizado como el Doctor usando la TARDIS como un trineo tirado por renos. Aunque no estaba relacionada con la historia, dicha promo fue utilizada para presentar el segundo episodio, añadiendo una narración en voz en off de Tennant. Tras la emisión de la segunda parte, la promo continuó apareciendo el resto del día aunque ya sin aparecer Tennant, puesto que ya no interpretaba al Doctor.

## Recepción

### Emisión y formato doméstico
La primera parte fue el tercer programa más visto durante la noche de Navidad del 2009, tras EastEnders y The Royle Family con un índice de audiencia provisional de 10 millones de televidentes. El episodio acumuló un 42,2% de la cuota total de pantalla de la noche, y un índice de apreciación de 87, considerado 'Excelente'. No obstante, esta cifra es considerablemente inferior a la de anteriores especiales de Navidad.
Los índices finales ascendieron a 11,57 millones de espectadores, siendo el episodio más visto hasta la fecha desde el renacer de la serie en 2005 (superando la anterior marca de 11,4 millones de The Next Doctor en la Navidad de 2008). Tras añadir las cifras de la transmisión simultánea en HD de BBC One, Doctor Who se convirtió en el programa más visto de la noche navideña con un total de 12,04 millones de espectadores.
La segunda parte fue el segundo programa más visto del día de Año Nuevo, solo superado por EastEnders, con un índice provisional de 10,4 millones de espectadores. El episodio atrajo frente a la pantalla a un 35,5% del total de audiencia en una noche donde se estimó que 30 millones de espectadores estaban viendo la televisión en el Reino Unido. La segunda parte fue también el segundo programa más visto de la semana, de nuevo tras EastEnders, con 11,79 millones de espectadores tras el recuento final; aunque tras añadir las cifras del visionado en HD (480.000 televidentes) sumaron 12,27 millones. Con esta suma realizada, el programa resultó ser el más visto de la semana, siendo la tercera vez que la serie lograba dicho honor en su extensa historia. Además, El fin del tiempo recibió otros 1,3 millones de visionados en iPlayer, el reproductor en línea de la BBC.
El serial se emitió en Estados Unidos el 26 de diciembre de 2009 y el 2 de enero de 2010, en BBC America. La emisión de la segunda parte logró que BBC America llegase a la marca más alta de telespectadores en horario central. Ambas partes del serial ocuparon las dos primeras posiciones en la iTunes Store estadounidense, donde se pusieron a disponibilidad de los usuarios para su descarga.
El serial se lanzó en formato DVD en Reino Unido en enero de 2010 en una compilación junto con Las aguas de Marte. El mismo día también se publicaron en formato DVD y Blu-ray junto al resto de especiales de 2009 en una compilación titulada Doctor Who – The Complete Specials, que incluía además de los mencionados antes, El siguiente Doctor y El planeta de los muertos. El serial también se incluyó en la colección DVD The Complete David Tennant Years, en la que figuran todos los episodios del Décimo Doctor.

### Crítica
En un análisis sobre la primera parte de la historia, Peter Robins de The Guardian opinó que Doctor Who no iba a parar durante la Navidad puesto que "hay historias que necesitan un cierre y pirotecnia por mostrar; El fin del tiempo no significará el fin de la historia." Robins observó que la primera parte fue "una carrera" y destacó que ninguna historia anterior de la serie había contado de forma tan cómica una posible aniquilación de la raza humana. Robins añadió que Cribbins parece interpretar el mismo tipo de personaje que Tate desarrolló en el pasado, "convirtiéndose en un héroe trágico sin dejar de ser el alivio cómico." Robins concluyó diciendo que la historia no tenía por qué ser un cuento de Navidad, al menos no en la forma en que los anteriores especiales navideños habían sido.
Andrew Pettie en The Daily Telegraph afirma que Davies elevó la trama hasta los niveles que las leyes de la física le permitían. Pettie describió la actuación de Cribbins comparándola con una figura similar al Rey Lear y destacó que los planes del Amo eran malvados incluso para lo que antes había mostrado el personaje. Pettie señaló que mientras los créditos finales aparecieron, sus pensamientos se centraron en las carencias dramáticas de la serie antes de darse cuenta de que la "verdadera brillantez de Doctor Who sólo se puede sentir si se está experimentando en la compañía de un niño de siete años con los ojos muy abiertos", algo que comparó con la propia Navidad.
Mark Lawson de The Guardian señaló que la parte de la historia en la que El Amo convierte en clones suyos a toda la raza humana "dio la oportunidad a Simm de caracterizarse de multitud de formas y al departamento de efectos especiales, de mostrar algo de esa ingenuidad digital que ha ayudado al renacimiento de la serie." Sin embargo Lawson continuó diciendo que el argumento fue ligeramente desafortunado puesto que varios periódicos y publicaciones se habían quejado de la excesiva aparición de Tennant en los medios durante el periodo navideño (Tennant realizó 75 apariciones en BBC). Lawson alabó la interpretación de Tennant por darle "fuerza trágica" al personaje en su última historia aunque notando que el guion de la misma tenía demasiadas coincidencias con la historia de Hamlet, un papel que Tennant realizó en teatro y televisión durante 2009. Concluyó notando que la "última frase que Davies le dio a Tennant fue casi como un arrepentimiento repentino, que probablemente sientan un poco en su interior, tanto el actor como el escritor."
Andrew Pettie volvió a escribir una crítica tras la segunda parte, en The Daily Telegraph, otorgándole al episodio cuatro estrellas sobre cinco y resumiendo la historia como "una hora de trepidante entretenimiento familiar." A pesar de expresar cierta insatisfacción con la trama, que percibió como excesivamente complicada, Pettie admitió que el episodio "cargó con tal brío apocalíptico que era difícil estar excesivamente preocupado por lo que, precisamente, estaba pasando." Alabando la última interpretación de Tennant como el Doctor, comentó que fue una "experiencia desconcertante" el ver al personaje tan impotente en su última aparición. Terminó con una nota de optimismo para el futuro de la serie con su nuevo protagonista: "La juventud y falta de fama de Smith harán que su Doctor tenga una interesante perspectiva."